# Farzad Kamangar
Farzad Kamangar (en kurdo: Ferzad Kemanger o فه‌رزاد كه‌مانگه‌ر persa: فرزاد کمانگر) (c. 23 de mayo de 1975 – 9 de mayo de 2010) fue un maestro, poeta, periodista activista pro-derechos humanos y trabajador social iraní kurdo de 32 años de edad. Nacido en la ciudad de Kamyaran, Irán, fue ejecutado el 9 de mayo de 2010.

## Acusaciones y juicios
Kamangar fue procesado bajo cargos de mohareb ("enemistad hacia Dios"). Una Corte Revolucionaria Islámica lo sentenció a la pena capital el 25 de febrero de 2008, acusado de ser un peligro para la seguridad nacional, al ser un miembro del PJAK y haber tenido una participación activa en varios atentados con bombas, entre los cuales se encontraba la explosión de 2006 del gasoducto iraní-turco. Según su abogado Khalil Bahramian, “nada en el archivo y registros judiciales de Kamangar demostraba ningún vínculo con los cargos en su contra".
Su abogado Bahramian, que estuvo presente durante la audiencia a puerta cerrada de la corte, la describió así:

Duró no más de cinco minutos, con el Juez emitiendo su sentencia sin explicación alguna y, luego, saliendo rápidamente de la habitación [...] He visto absolutamente cero evidencia presentada en contra de Kamangar. En mis cuarenta años en la profesión legal, nunca he presenciado tal persecución.

Como negó los cargos en su contra, Kamangar fue torturado repetidamente. Amnistía Internacional informó que Kamangar fue golpeado, azotado y electrocutado varias veces, lo que le dejó espasmos en sus brazos y piernas como secuela de la tortura.
Amnistía Internacional, Education International y otras organizaciones de maestros y derechos humanos hicieron un llamado para que la sentencia de Kamangar fuera conmutada. Kamangar fue uno de los seis prisioneros políticos destacados en el documento  "Rights Crisis Escalates, Faces and Cases from Ahmadinejad's Crackdown" de la Campaña Internacional por los Derechos Humanos en Irán, del 18 de septiembre de 2008. Kamangar participó en una huelga de hambre en protesta por la ejecución de Ehsan Fatahian.
La Corte Suprema confirmó oficialmente la sentencia a la pena capital de Kamangar el 11 de julio de 2008.